# Real Sociedad de Fútbol 2014-2015
Questa voce raccoglie le informazioni riguardanti la Real Sociedad de Fútbol nelle competizioni ufficiali della stagione 2014-2015.

## Rosa
| N. |  | Ruolo | Calciatore |
| -- |  | ----- | ---------- |

| N. |  | Ruolo | Calciatore |
| -- |  | ----- | ---------- |

## Campionato
La Real Sociedad ha chiuso il campionato al dodicesimo posto con 41 punti, frutto di 11 vittorie, 8 pareggi e 19 sconfitte.

## Coppa del Re
In Coppa del Re la squadra è stata eliminata agli ottavi di finale dal Villarreal (vittorioso 1-0 in casa all'andata, 2-2 al ritorno).

## Europa League
La squadra ha partecipato ai turni di qualificazione dell'Europa League: ha superato il turno contro gli scozzesi dell'Aberdeen (vittoria 2-0 in casa e vittoria 2-3 in trasferta), mentre negli spareggi ha dovuto cedere ai russi del Krasnodar (1-0 per la Real Sociedad in casa, 3-0 per il Krasnodar al ritorno).